# Paul Coste-Floret
Pour les articles homonymes, voir Coste, Floret et Coste-Floret.
 (septembre 2021).
Paul Coste-Floret, né le 9 avril 1911 à Montpellier et mort le 27 août 1979 dans sa ville natale, est un homme politique français.

## Biographie

### Jeunesse et études
Paul Coste-Floret naît à Montpellier en 1911. Il a un frère jumeau, Alfred Coste-Floret. Il est le petit-fils d'Antonin Coste-Floret, député de l'Hérault en 1868.
Paul Coste-Floret épouse la fille de Joseph Railhac, lui-même député de l'Hérault de 1924 à 1928.
Il est reçu à l'agrégation de droit en 1937.

### Parcours professionnel
Professeur de droit à la faculté d'Alger, il s'engage dans la Résistance. Il est conseiller d'André Philip et directeur du cabinet de François de Menthon. Il est procureur adjoint au Tribunal de Nuremberg.
Membre des deux Assemblées nationales constituantes, il est rapporteur du second projet de Constitution de la IVe République qui est adopté le 27 octobre 1946, puis député MRP de l'Hérault de 1946 à 1958. Il est plusieurs fois ministre sous la IVe République. Au ministère de la France d'Outre-mer, il conduit une politique aboutissant aux accords de la baie d'Along en 1948. Il fait modifier le statut de la Cochinchine qui devient une partie du Viêt Nam. À la Santé, il propose d'augmenter les allocations familiales. En tant que député, il défend les viticulteurs du Midi. Rapporteur de la commission des lois, il présente le statut de l'Algérie en 1957. Il préconise une plus grande autonomie de l'Afrique noire française.
Il donne pour instruction aux administrateurs coloniaux de « supprimer » le Rassemblement démocratique africain, qui militait pour l'indépendance des colonies françaises et était soupçonné par les autorités de sympathies communistes, y compris en faisant couler le sang si nécessaire. Une commission d’enquête parlementaire produit en novembre 1950 un rapport accusant le ministère d'actes de corruption et de pressions dans sa lutte contre les indépendantistes africains.
Favorable au retour du général de Gaulle au pouvoir, il est membre du Comité consultatif constitutionnel qui prépare la Constitution de 1958. Il est réélu député MRP en 1958 puis en 1962. Il siège alors au groupe du Centre démocratique jusqu'en 1967. Nommé par le président du Sénat, Alain Poher, il siège au Conseil constitutionnel du 23 février 1971 à sa mort.
Il est maire de Lodève de 1959 à 1967 et président de l'université Montpellier 1 de 1977 à 1979. Il est maire de Lamalou-les-Bains de 1953 à 1959 et de 1971 à 1979. Petit-fils du député (Jacques Coste-Floret), il est le frère jumeau d'Alfred Coste-Floret, lui aussi député MRP dans le département de la Haute-Garonne.
Il est inhumé dans le caveau familial au cimetière Saint-Lazare de Montpellier, où repose également son jumeau Alfred Coste-Floret. Son épouse est décédée en 1977.

## Fonctions gouvernementales
- 1947 : Ministre de la Guerre du gouvernement Paul Ramadier (du 22 janvier au 22 octobre) ;
- 1947 : Ministre de la France d'Outre-mer du gouvernement Robert Schuman (1) (du 24 novembre 1947 au 26 juillet 1948) ;
- 1948 : Ministre de la France d'Outre-mer du gouvernement André Marie (du 26 juillet au 5 septembre) ;
- 1948 : Ministre de la France d'Outre-mer du gouvernement Robert Schuman (2) (du 5 au 11 septembre) ;
- 1948 : Ministre de la France d'Outre-mer du gouvernement Henri Queuille (1) (du 11 septembre 1948 au 28 octobre 1949) ;
- 1950 : Ministre de la France d'Outre-mer du gouvernement Henri Queuille (2) (du 2 au 12 juillet) ;
- 1952 : Ministre de l'Information du gouvernement Edgar Faure (1) (du 20 janvier au 8 mars) ;
- 1953 : Ministre d'État du gouvernement René Mayer (du 8 janvier au 28 juin) ;
- 1953 : Ministre de la Santé publique et de la Population du gouvernements Joseph Laniel (du 28 juin 1953 au 19 juin 1954).

## Hommage
L'hôpital de Lamalou-les-Bains porte son nom.